# بيدرو إينفانت
بيدرو إينفانت (بالإسبانية: Pedro Infante)‏ هو مغني وممثل مكسيكي، ولد في 18 نوفمبر 1917 في مازاتلان في المكسيك، وتوفي في 15 أبريل 1957 في ماردة في المكسيك بسبب حوادث الطيران.

## وصلات خارجية
- بيدرو إينفانت على موقع IMDb (الإنجليزية)
- بيدرو إينفانت على موقع ألو سيني (الفرنسية)
- بيدرو إينفانت على موقع ميوزك برينز (الإنجليزية)
- بيدرو إينفانت على موقع أول موفي (الإنجليزية)
- بيدرو إينفانت على موقع إن إن دي بي (الإنجليزية)
- بيدرو إينفانت على موقع ديسكوغز (الإنجليزية)
- بيدرو إينفانت على موقع قاعدة بيانات الفيلم (الإنجليزية)
- بيدرو إينفانت على موقع كينوبويسك (الروسية)